# Sahel SC
El Sahel Sporting Club es un equipo de fútbol de Níger que pertenece a la Primera División de Níger, la liga de fútbol más importante del país.

## Historia
Fue fundado en el año 1974 en la capital Niamey con el nombre de Secteur 7 y es el equipo más exitoso de Níger, ganando 13 torneos de liga y 12 torneos de copa.

## Palmarés
- Primera División de Níger: 13

1973 (como Secteur 7)
1974, 1986, 1987, 1990, 1991, 1992, 1994, 1996, 2003, 2004, 2007, 2009.
- Copa de Níger: 12

1974, 1978, 1986, 1987, 1992, 1993, 1996, 2004, 2006, 2011, 2012, 2014, 2017.
- - Subcampeón: 2

1991, 1999.

## Participación en competiciones de la CAF
| Temporada | Torneo                            | Ronda      | Club                       | Casa | Visita | Global      |
| --------- | --------------------------------- | ---------- | -------------------------- | ---- | ------ | ----------- |
| 1975      | Recopa Africana                   | 1          | Ifodjè Atakpamé            | 2-2  | 0-1    | 2-3         |
| 1991      | Copa Africana de Clubes Campeones | Preliminar | Ifodjè Atakpamé            | 3-1  | 0-0    | 3-1         |
| 1991      | Copa Africana de Clubes Campeones | 1          | Wydad Casablanca           | 0-0  | 1-3    | 1-3         |
| 1992      | Copa Africana de Clubes Campeones | Preliminar | Postel Sport               | 2-1  | 2-1    | 4-2         |
| 1992      | Copa Africana de Clubes Campeones | 1          | MO Constantine             | 2-1  | 0-2    | 2-3         |
| 1993      | Copa Africana de Clubes Campeones | Preliminar | Elect-Sport FC             | 2-0  | 2-0    | 4-0         |
| 1993      | Copa Africana de Clubes Campeones | 1          | Asante Kotoko              | 0-0  | 0-2    | 0-2         |
| 1994      | Recopa Africana                   | 1          | Olympique Béja             | 1-0  | 0-3    | 1-3         |
| 1997      | Recopa Africana                   | Preliminar | Étoile Filante Ouagadougou | dq1  | dq1    | dq1         |
| 2004      | Liga de Campeones de la CAF       | Preliminar | Al Ittihad Tripoli         | 2-0  | 0-1    | 2-1         |
| 2004      | Liga de Campeones de la CAF       | 1          | Espérance ST               | 0-1  | 0-4    | 0-5         |
| 2006      | Copa Confederación de la CAF      | Preliminar | Séwé Sports                | 1-1  | 1-3    | 2-4         |
| 2007      | Copa Confederación de la CAF      | Preliminar | Étoile Filante Ouagadougou | 2-2  | 1-1    | 3-3 (a)     |
| 2008      | Liga de Campeones de la CAF       | Preliminar | Asante Kotoko              | 1-0  | 1-6    | 2-6         |
| 2010      | Liga de Campeones de la CAF       | Preliminar | Club Africain              | 2-1  | 0-1    | 2-2 (a)     |
| 2011      | Copa Confederación de la CAF      | Preliminar | Dynamic Togolais           | 0-0  | 0-0    | 0-0 (4-2 p) |
| 2011      | Copa Confederación de la CAF      | 1          | MAS Fez                    | 1-2  | 0-0    | 1-2         |
| 2012      | Copa Confederación de la CAF      | Preliminar | Renaissance FC             | 2-2  | 0-2    | 2-4         |
| 2013      | Copa Confederación de la CAF      | Preliminar | RC Kadiogo                 | 0-1  | 1-1    | 1-2         |
| 2015      | Copa Confederación de la CAF      | Preliminar | MC Alger                   | 2-0  | 0-0    | 2-0         |
| 2015      | Copa Confederación de la CAF      | 1          | Onze Créateurs             | 0-0  | 1-2    | 1-2         |
| 2018      | Copa Confederación de la CAF      | Preliminar | Al Ittihad Tripoli         | 0-3  | 0-1    | 0-4         |

1- Los equipos de Níger fueron descalificados por las deudas de su federación con la CAF.

## Ex entrenadores
- Rachid Ghaflaoui